# Stauntonia brachyanthera
Stauntonia brachyanthera là một loài thực vật có hoa trong họ Lardizabalaceae. Loài này được Hand.-Mazz. miêu tả khoa học đầu tiên năm 1876.